# 江上緑輔
江上 緑輔（えがみ ろくすけ、1889年9月 - 没年不詳）は、日本、朝鮮の検察官。

## 経歴
江上末吉の長男として福岡県に生まれる。1908年福岡県立中学修猷館、1911年7月第五高等学校英語法律科を経て、1917年7月東京帝国大学法科大学法律学科（英法）を卒業。
長崎地方裁判所などの検事を務めた後、朝鮮に渡り、釜山地方法院、晋州支庁、咸興覆審法院、平壌覆審法院、京城地方法院の各検事を経て、1940年清津地方法院検事正、1943年3月大田地方法院検事正に就任する。